# Txatxalaca oriental
La txatxalaca oriental (Ortalis araucuan) és una espècie d'ocell de la família dels cràcids (Cracidae) que habita zones forestals de l'est del Brasil.

## Taxonomia i sistemàtica
Sovint és considerat una subespècie de l'Ortalis guttata. També se l'ha considera coespecificic amb la txatxalaca motmot (O. motmot) i la txatxalaca celluda. És monotípic.

## Descripció
La txatxalaca oriental fa uns 50 cm de llargada. Té la capçada i el clatell de color vermellós apagat, les parts superiors marrons i la gropa vermellosa. La part inferior de la gola i el pit són de color marronós fosc, amb taques blanquinoses (femelles) o beix (mascles); la resta de les parts inferiors són blanques excepte la cloaca, ocre. El seu ull marró fosc està envoltat per una pell nua de color blau pissarra.

## Distribució i hàbitat
La txatxalaca oriental es troba en una franja força estreta de l'extrem oriental del Brasil, des de Rio Grande do Norte al sud fins a Espírito Santo i Minas Gerais. El seu hàbitat principal és el la mata atlàntica, però també inclou paisatges de boscos secundaris com la caatinga i restinga.